# Viticoltura in Romania
La viticoltura in Romania ha una storia millenaria e rappresenta uno dei settori agricoli più importanti del paese. Grazie a un clima variegato e a una geografia diversificata, la Romania offre condizioni ideali per la coltivazione della vite con una produzione che spazia dai vini bianchi freschi e aromatici ai rossi strutturati e complessi. Dopo un periodo di industrializzazione durante l’epoca comunista, il settore ha vissuto una rinascita negli ultimi decenni puntando sulla qualità e sulla valorizzazione del proprio patrimonio enologico.

## Storia
La viticoltura in Romania ha origini antichissime risalenti a oltre 4.000 anni fa. Già nel VII secolo a.C. le popolazioni locali coltivavano la vite come attestato da fonti archeologiche.
Durante il periodo romano la viticoltura si sviluppò ulteriormente con l'introduzione di nuove tecniche agricole. Nel Medioevo i monaci contribuirono alla diffusione delle pratiche viticole, mentre nel XIX secolo la fillossera devastò i vigneti portando alla reintroduzione di varietà su portainnesti resistenti.
Durante il regime comunista (1944-1989), la produzione vinicola fu nazionalizzata e si privilegiò la quantità rispetto alla qualità. Dopo il 1990, con la privatizzazione e gli investimenti esteri, il settore ha subito una trasformazione, puntando sulla qualità e sull'esportazione .

## Clima
La Romania presenta un clima continentale temperato, caratterizzato da inverni freddi ed estati calde. Le montagne dei Carpazi e il Mar Nero influenzano la viticoltura creando microclimi favorevoli alla coltivazione della vite.

## Regioni vitivinicole
La Romania è suddivisa in diverse regioni vitivinicole:
- Moldavia, la più vasta regione vinicola nota per i suoi vini bianchi e rossi [9].
- Muntenia e Oltenia, situate nel sud del paese e famose per i vini rossi strutturati[10].
- Transilvania, nota per la produzione di vini bianchi aromatici e spumanti[11].
- Dobrogea, situata vicino al Mar Nero con un clima ideale per vini equilibrati[12].
- Banato e Crișana, zone caratterizzate da vini sia rossi che bianchi di qualità[13].

## Vitigni
La Romania coltiva sia vitigni autoctoni che internazionali:
- Fetească Neagră, varietà a bacca rossa che produce vini strutturati e speziati[14].
- Fetească Albă, vitigno a bacca bianca che genera vini floreali e freschi[7].
- Grasă de Cotnari, tradizionalmente usata per vini dolci e liquorosi[15].
- Tămâioasă Românească, vitigno aromatico usato per vini dolci e secchi[4].

Tra i vitigni internazionali troviamo:
- Merlot, diffuso in tutta la Romania, produce vini morbidi e fruttati[1].
- Cabernet Sauvignon, utilizzato per vini rossi corposi e longevi[3].
- Chardonnay, vitigno a bacca bianca che dà origine a vini sia freschi che affinati in botte[2].

## Normative
Il settore vinicolo rumeno è regolato da standard europei, con denominazioni che garantiscono la qualità:
- DOC (Denominazione di Origine Controllata), indica vini con caratteristiche specifiche legate al territorio[6].
- IGP (Indicazione Geografica Protetta), vini legati a una determinata area geografica con standard meno rigidi rispetto al DOC[5].